# Srikalahasti

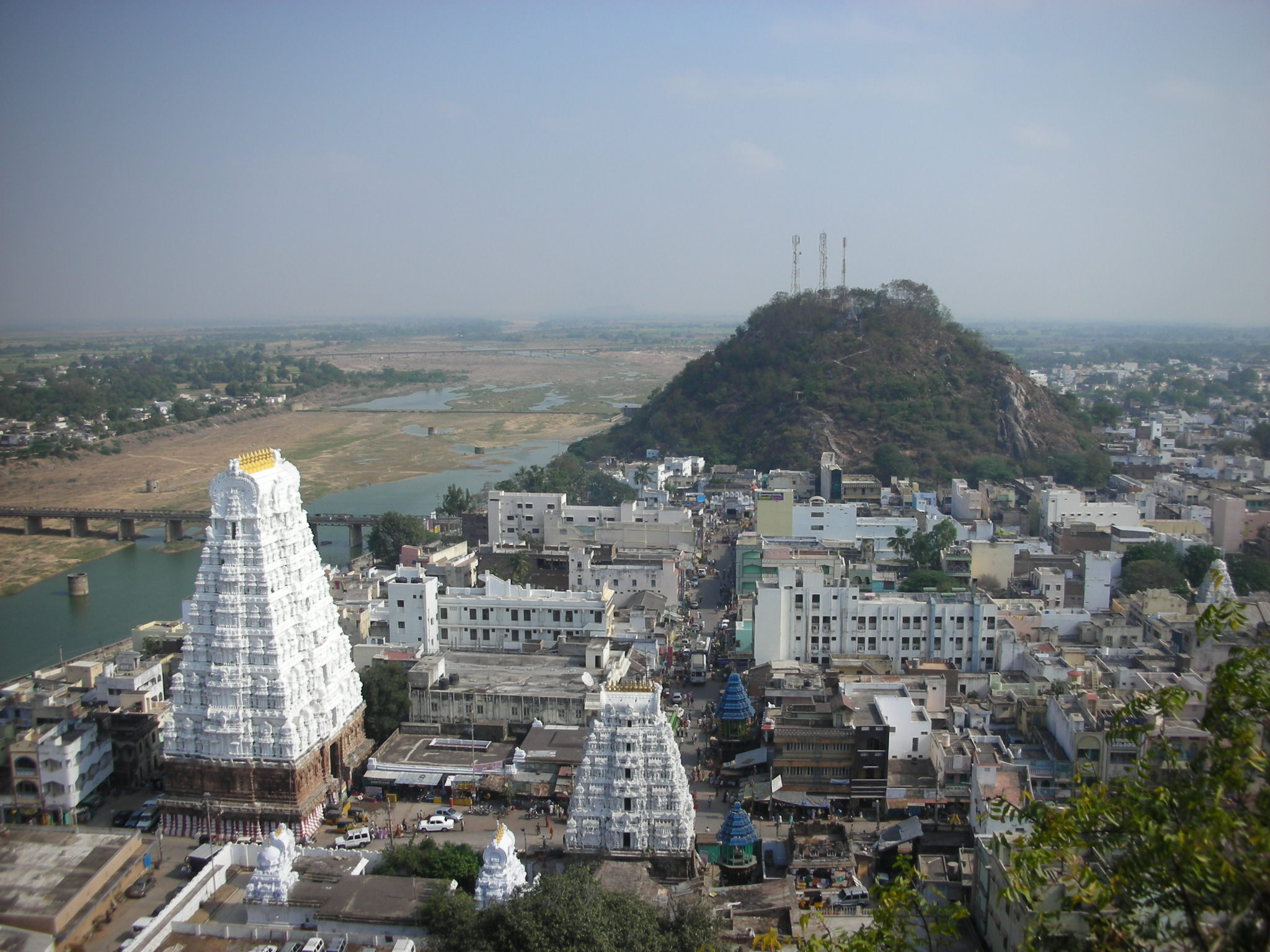
Vy över Srikalahasti, med templet.

Srikalahasti är en stad i distriktet Chittoor i den indisk delstaten Andhra Pradesh. Folkmängden uppgick till 80 056 invånare vid folkräkningen 2011. Här finns det kända Srikalahastitemplet, tillägnat dyrkan av Shiva.
Templet i Srikalahasti anses tillsammans med Tiruvanaikka ("vatten"), Tiruvannamalai ("eld"), Kanchipuram ("jord") och Chidambaram ("rymd") symbolisera "de fem elementen" (Panchabhoota Stalams). Srikalahasti representerar då självt "vind".